# Голояд, Мирон Григорьевич
Мирон Григорьевич Голояд (укр. Мирон Григорович Голояд; 1910, Теклевка, Королевство Галиция и Лодомерия — 1 ноября 1944, Грабовка, Станиславская область) — украинский националист, заместитель референта Службы безопасности Провода ОУН.

## Биография
Родился в 1910 году в селе Теклевка Скалатского повята Королевства Галиции и Лодомерии в составе Австро-Венгрии. В семье было ещё четверо детей (в том числе братья Павел и Владимир, члены ОУН, погибшие в вооружённых столкновениях). Окончил Тарнопольскую гимназию, с 1930-х годов в ОУН. Арестовывался польской полицией несколько раз, был узником концлагеря Берёза-Картузская. Был женат на женщине по имени Галина.
С 1939 по 1941 годы находился в Германии, где проходил военное обучение как член Дружин украинских националистов. В июле 1941 года прибыл во Львов. Работал в фирме «Мемор», сотрудничал с немецкими властями и помогал националистическому движению. С 1944 года заместитель референта Службы безопасности Провода ОУН.
1 ноября 1944 около деревни Грабовка лагерь краевой Службы безопасности ОУН был атакован группой НКВД, которая прочёсывала Чёрный лес и Болеховские леса. В ходе боя погибли не менее шести членов УПА во главе с куренным Иваном «Гамалеей» Гонтой, среди погибших был и Мирон Голояд. 4 ноября Голояд был тайно похоронен полковником Василием Андрусяком. 13 октября 1990 останки погибших были найдены поисковой группой и перезахоронены на сельском кладбище[где?].